# Az ausztrál 2. hadosztály emlékműve
Az ausztrál 2. hadosztály emlékműve (2. Australian Division Memorial) a franciaországi Péronne közelében áll. Az emlékművet a Mont Saint-Quentin-i első világháborús csatákban résztvevő ausztrál katonák tiszteletére állították.

## Története
Az emlékmű talapzatát 1925-ben emelték, és May Butler-George bronz domborműveivel díszítették, amelyek gyalogsági harci jeleneteket ábrázolnak. A piedesztálra egy ausztrál katona szobra került, ahogy a puskájára rögzített bajonettel torkon szúrja a Németországot jelképező sast. A szobrot Charles Web Gilbert készítette. A második világháborúban, 1940-ben az előrenyomuló német csapatok elfoglalták a területet, és megsemmisítették a szobrot.
1971-ben új szobrot állítottak a talapzatra, amelyet Stanley Hammond készített. A sast ölő katona helyére egy gondolataiba merülő, lefelé néző gyalogos két és fél méter magas alakja került. 2015 tavaszán emlékösvény épült az egykori csatatéren.

## Történelmi háttér

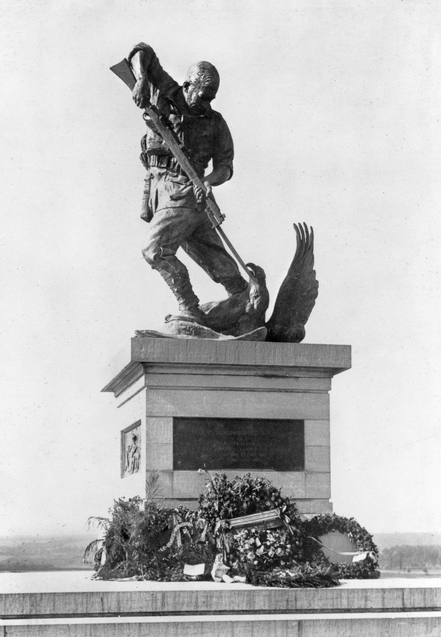
Az eredeti szobor

A területet a Saint-Quentin-hegy uralta. 1916 előtt a németek nem védték különösebben a magaslatot, egy árkot ástak, kialakítottak egy megfigyelő és egy parancsnoki posztot, valamint elhelyezték néhány légelhárító üteget. Amikor a somme-i csata megkezdődött, új árkokat ástak.
1918. augusztus 8-án megkezdődött az amiens-i csata, és az előretörő ausztrálok hátrálásra kényszerítették a németeket. A hegy az első rohamban elesett: a 2 hadosztály nyolc százada néhány óra alatt elfoglalta a nyugati front egyik legerősebben védett vonalát. A németek azonban ellentámadást indítottak, és ismét visszaszerezték az ellenőrzést.
Másnap, szeptember 1-jén az ausztrálok ismét megrohanák a német állásokat, és újra kiverték onnan a védekező csapatokat, és betörtek Péronnéba. Szeptember 2-án a település teljes egészében az ausztrálok kezébe került.
A Saint-Quentin-hegyért folytatott harc fontos szereppel bír az ausztrál kollektív emlékezetben, hadseregük egyik legfényesebb diadalaként tartják számon. Az összecsapás hevességének megfelelő volt a veszteség is, az ausztrálok 1918. augusztus 29. és szeptember 2. között háromezer katonát vesztettek, köztük Cecil Healy olimpiai bajnok úszót is.